# Piotr Mazur
Piotr Mazur (Vancouver, 2 december 1982) is een Pools voormalig wielrenner. Hij was beroepsrenner tussen 2003 en 2008 en gold als een sterk tijdrijder.

## Belangrijkste overwinningen
2000
- WK individuele tijdrit op de weg, junioren

2003
- 1e etappe Yuma North End Classic
- Eindklassement Yuma North End Classic

2005
- 1e etappe Owasco Stage Race
- Eindklassement Owasco Stage Race
- Hamilton Classic
- Pools kampioen individuele tijdrit op de weg, Elite

2006
- Pools kampioen individuele tijdrit op de weg, Elite

## Tourdeelnames
geen